# Marcin Górny
Marcin „Mały” Górny (ur. 14 lutego 1977 w Poznaniu) – polski muzyk, klawiszowiec, realizator dźwięku, producent muzyczny, aranżer, kompozytor. Członek grupy Poluzjanci.
Ukończył Państwową Podstawową Szkołę Muzyczną im. H. Wieniawskiego w Poznaniu, Państwowe Liceum Muzyczne im. M. Karłowicza w Poznaniu oraz studia na Wydziale Reżyserii Dźwięku warszawskiej Akademii Muzycznej.
Współwłaściciel poznańskiego studia muzycznego Splendor i Sława.

## Dyskografia
Albumy
| Album                                                                                       | Rok  | Uwagi                                                                                                 |
| ------------------------------------------------------------------------------------------- | ---- | --- |
| Tak po prostu - Poluzjanci (Sony Music Entertainment Poland)                                | 2000 | realizacja nagrań, instrumenty klawiszowe                                                             |
| Mówię tak, myślę nie - Ewa Bem (EMI Music Poland)                                           | 2001 | realizacja nagrań, miksowanie, instrumenty klawiszowe, współprodukcja                                 |
| Fanaberia - Blue Café (EMI Music Poland)                                                    | 2002 | realizacja nagrań                                                                                     |
| Fairy Tales of the Trees - The Globetrotters                                                | 2003 | mastering                                                                                             |
| Powiedz to, Gabi - Alchemik (zespół), Grzegorz Piotrowski                                   | 2003 | realizacja nagrań, miksowanie                                                                         |
| Golec uOrkiestra 4 (Golec Fabryka)                                                          | 2004 | realizacja nagrań, miksowanie                                                                         |
| Pod rzęsami - Dorota Miśkiewicz (Sony BMG Music Entertainment Poland)                       | 2005 | realizacja nagrań                                                                                     |
| NAP - Marek Napiórkowski (Universal Music Group)                                            | 2005 | realizacja nagrań                                                                                     |
| Soundcheck I - Soundcheck                                                                   | 2005 | realizacja nagrań, miksowanie, mastering                                                              |
| Both Sides - The Globetrotters                                                              | 2006 | mastering                                                                                             |
| Feniks – Kasia Cerekwicka                                                                   | 2006 | miksowanie                                                                                            |
| Mutru - Piotr Żaczek                                                                        | 2006 | realizacja nagrań, miksowanie, mastering, instrumenty klawiszowe                                      |
| Carpe Diem - Zbigniew Górny i Marcin Górny                                                  | 2007 | realizacja nagrań, miksowanie, mastering, instrumenty klawiszowe, wpsółprodukcja, kompozytor, aranżer |
| Soundcheck II - Soundcheck                                                                  | 2007 | realizacja nagrań, miksowanie, mastering                                                              |
| SONI - Dorota Jarema                                                                        | 2008 | realizacja nagrań, miksowanie, mastering                                                              |
| Hipop - Dreamland                                                                           | 2008 | realizacja nagrań, miksowanie, mastering, instrumenty klawiszowe                                      |
| Storyboard - Adam Bałdych                                                                   | 2009 | realizacja nagrań, miksowanie, mastering                                                              |
| Damage Control - Adam Bałdych                                                               | 2009 | realizacja nagrań, miksowanie, mastering                                                              |
| Tribute to Andrzej Zaucha. Obecny – Kuba Badach (Agencja Artystyczna Big Bem oraz Agora SA) | 2009 | realizacja nagrań, miksowanie, mastering, instrumenty klawiszowe                                      |
| Skała - Kayah (Kayax)                                                                       | 2009 | realizacja nagrań                                                                                     |
| Balboo - Piotr Żaczek                                                                       | 2009 | realizacja nagrań, miksowanie, mastering, instrumenty klawiszowe                                      |
| Stop, don't talk - The Globetrotters                                                        | 2009 | mastering                                                                                             |
| Szukamy stajenki - Too Funky                                                                | 2009 | miksowanie, mastering                                                                                 |
| Soundcheck III druglum - Soundcheck                                                         | 2010 | realizacja nagrań, miksowanie, mastering                                                              |
| Druga płyta – Poluzjanci (Penguin Records)                                                  | 2010 | realizacja nagrań, miksowanie, mastering, instrumenty klawiszowe, współprodukcja                      |
| Soundcheck - Reperkusje - Soundcheck (dla prenumeratorów czasopisma Jazz Forum)             | 2010 | realizacja nagrań, miksowanie, mastering                                                              |
| Koniec z dziewczynami - Leszcze (MTJ)                                                       | 2010 | realizacja nagrań, miksowanie, mastering, instrumenty klawiszowe                                      |
| Marysia - wiersze z Kazachstanu – Soundcheck & Aga Kiepuszewska                             | 2011 | realizacja nagrań, miksowanie, mastering                                                              |
| Trzy metry ponad ziemią – Poluzjanci (Penguin Records)                                      | 2011 | realizacja nagrań, miksowanie, mastering, instrumenty klawiszowe                                      |
| Kołysanki na wieczny sen – Soundcheck & Lena Piękniewska                                    | 2011 | realizacja nagrań, miksowanie, mastering                                                              |
| Entliq Pentliq - Dori Fi                                                                    | 2011 | miksowanie, mastering                                                                                 |
| Zanim odejdę - Grzegorz Korytowski                                                          | 2011 | realizacja nagrań, miksowanie, mastering                                                              |
| Żarcik a propos - Joanna Trzepiecińska                                                      | 2011 | miksowanie, mastering                                                                                 |
| Antygrawitacja - Marek Wiński                                                               | 2011 | mastering                                                                                             |
| Listen to your leader - Neo Retros (Sony Music Entertainment Poland)                        | 2011 | realizacja nagrań, miksowanie, mastering, instrumenty klawiszowe                                      |
| New Musette - Musette Quartet                                                               | 2011 | realizacja nagrań, miksowanie, mastering                                                              |
| Last Call - Outbreak Quartet                                                                | 2011 | realizacja nagrań, miksowanie, mastering                                                              |
| We'll Be Together Again - Wojciech Myrczek (Radio Katowice SST CD 002)                      | 2011 | realizacja nagrań, miksowanie, mastering                                                              |
| Solar Ring - Maciej Fortuna Trio                                                            | 2012 | realizacja nagrań, miksowanie, mastering                                                              |
| A Place Called Heaven - Camille Newman                                                      | 2012 | miksowanie, mastering                                                                                 |
| Jak Dzieci - Exodus 15                                                                      | 2012 | miksowanie, mastering                                                                                 |
| Kolędy - Exodus 15                                                                          | 2012 | miksowanie, mastering                                                                                 |
| Nigdy Nie Jest Za Późno - Jacek Kotlarski                                                   | 2012 | realizacja nagrań, miksowanie, mastering, instrumenty klawiszowe                                      |
| Melodie Wielkopolskie na Kwartet Jazzowy - Katarzyna Stroińska                              | 2012 | realizacja nagrań, miksowanie, mastering                                                              |
| Pełnia - Magda Steczkowska & Indigo                                                         | 2012 | mastering                                                                                             |
| Proverbs 3.5 - Kocin Kociński Trio                                                          | 2012 | realizacja nagrań, miksowanie, mastering                                                              |
| The Legend of a Legends - Neo Retros (Sony Music Entertainment Poland)                      | 2012 | realizacja nagrań, miksowanie, mastering                                                              |
| Jan Adamczewski - Jan Adamczewski                                                           | 2013 | realizacja nagrań, miksowanie, mastering                                                              |
| Zbiór porannych bzdur - Dominika Barabas (Universal Music Polska)                           | 2013 | realizacja nagrań, miksowanie, mastering                                                              |
| Fotografie - Way No Way & Ewa Szlachcic                                                     | 2013 | realizacja nagrań, miksowanie, mastering                                                              |
| Piosenki Anny German - Joanna Moro                                                          | 2013 | miksowanie, mastering                                                                                 |
| Jest Zapisane - Jarek Wist                                                                  | 2014 | miksowanie, mastering                                                                                 |
| Love Smugglers - UFLY                                                                       | 2014 | realizacja nagrań, miksowanie, mastering                                                              |
| Bez Konserwantów - Tubas Składowski                                                         | 2014 | miksowanie, mastering                                                                                 |
| Warszawski Dzień - RDC                                                                      | 2014 | miksowanie, mastering                                                                                 |
| Dookoła Karuzeli czyli Dziecko Potrafi - Teatr Muzyczny w Poznaniu                          | 2015 | realizacja nagrań, miksowanie, mastering                                                              |
| Hiszpanka - soundtrack                                                                      | 2015 | realizacja nagrań, miksowanie, mastering, instrumenty klawiszowe                                      |
| Jekyll & Hyde musical - Teatr Muzyczny w Poznaniu                                           | 2015 | realizacja nagrań, miksowanie, mastering                                                              |
| Lombard swing - Lombard (Show Time Music Production)                                        | 2016 | realizacja nagrań                                                                                     |
| Poznanianki - różni wykonawcy (Międzynarodowe Targi Poznańskie)                             | 2016 | realizacja nagrań, miksowanie, mastering                                                              |
| Global Friendship - Louis Nubiola                                                           | 2017 | miksowanie, mastering                                                                                 |
| Mawn's Gallery - Mawn's Gallery                                                             | 2017 | realizacja nagrań, miksowanie, mastering                                                              |
| Halo tu Ziemia - Natalia Kukulska                                                           | 2017 | instrumenty klawiszowe, współkompozytor                                                               |
| Nocny - Tubas Składowski                                                                    | 2017 | miksowanie, mastering                                                                                 |
| Random Thoughts - Humam Ammari                                                              | 2017 | miksowanie, mastering                                                                                 |
| Spell - Ryba And The Witches                                                                | 2017 | realizacja nagrań, miksowanie, mastering                                                              |
| Oldschool - Kuba Badach (Agora SA)                                                          | 2017 | realizacja nagrań, miksowanie, mastering, instrumenty klawiszowe, współprodukcja                      |
| Going Home - Ewa Nawrot                                                                     | 2018 | realizacja nagrań, miksowanie, mastering                                                              |
| Martin Luther: Suite for Jazz Quartet - Soundcheck                                          | 2019 | realizacja nagrań, miksowanie, mastering                                                              |
| Cała Ja - Kasia Nowak                                                                       | 2019 | miksowanie, mastering                                                                                 |
| Live at Jazz Café Costa Rica - Louis Nubiola                                                | 2020 | miksowanie, mastering                                                                                 |
| Marsz Marsz Niepodległa - Ryszard Makowski                                                  | 2020 | mastering                                                                                             |
| 10 Minutes Later - Mariusz Smoliński Trio                                                   | 2020 | mastering                                                                                             |
| Journey - Bazok                                                                             | 2020 | mastering                                                                                             |
| Szepty i Dropy - Linia Nocna                                                                | 2020 | mastering                                                                                             |
| Majama - Bogdan Sekalski i Jaś Dąbrówka                                                     | 2020 | miksowanie, mastering                                                                                 |
| Tribute to Andrzej Zaucha. Obecny (edycja specjalna) - Kuba Badach (Agora SA)               | 2021 | mastering                                                                                             |
| Kontras.Ty - Basia Janyga                                                                   | 2021 | realizacja nagrań, miksowanie, mastering, instrumenty klawiszowe                                      |
| 14 Short Stories - Kocin Kociński Trio (Allegro Records)                                    | 2022 | realizacja nagrań, miksowanie, mastering                                                              |
| 13/10 - Mitochondrium                                                                       | 2022 | realizacja nagrań, miksowanie, mastering                                                              |
| Relativity Theory/Teoria Względności - SAQ Stanisław Aleksandrowicz Quintet                 | 2022 | miksowanie, mastering                                                                                 |
| Within - Bassic Chill                                                                       | 2022 | miksowanie, mastering                                                                                 |
| MTV Unplugged - Natalia Kukulska (Agora SA)                                                 | 2022 | instrumenty klawiszowe (bas)                                                                          |
| My Name is Poznań - różni wykonawcy                                                         | 2022 | realizacja nagrań                                                                                     |
| Polish Encounter - Marek Konarski, Anders Mogensen                                          | 2022 | realizacja nagrań, miksowanie, mastering                                                              |
| Pieśń O Bębnie - Stanisław Aleksandrowicz Oktet                                             | 2023 | realizacja nagrań, mastering                                                                          |
| Rules For Being Human - Damian Kostka                                                       | 2023 | realizacja nagrań, miksowanie, mastering                                                              |
| Sijan Live - Sijan                                                                          | 2023 | realizacja nagrań, miksowanie, mastering                                                              |
| AKKC vol.1 - AKKC                                                                           | 2023 | realizacja nagrań                                                                                     |
| Historie Z Notatnika - Kacper Bator                                                         | 2024 | miksowanie, mastering                                                                                 |
| #SLOMO - Woytak/Dziuniek                                                                    | 2024 | miksowanie, mastering                                                                                 |
| Piosenki Dla Dzieci, vol. 1 - Ciocia Aga                                                    | 2024 | realizacja nagrań, miksowanie, mastering, produkcja, instrumenty klawiszowe, programowanie            |
| Mała - Wolna Sobota                                                                         | 2024 | realizacja nagrań, miksowanie, mastering, instrumenty klawiszowe                                      |
| Sirens - Piotr Scholz                                                                       | 2024 | realizacja nagrań, miksowanie, mastering                                                              |
| Fatamorgana - Hash Cookie                                                                   | 2024 | realizacja nagrań, miksowanie, mastering, instrumenty klawiszowe                                      |

Single

## Nagrody i wyróżnienia
[edytuj | edytuj kod]
| Oldschool - Kuba Badach (Agora SA) | 2017 | POL: platynowa płyta |